# 朝霧ジャンボリーゴルフクラブ
朝霧ジャンボリーゴルフクラブ（あさぎりジャンボリーゴルフクラブ）は、静岡県富士宮市に所在するゴルフコースである。

## 概要
- 1975年（昭和50）年開場。
- 本コースは1971年に日本で初めて開催された世界スカウト機構主催のボーイスカウト世界最大の祭典である「世界スカウトジャンボリー日本大会」（「第13回世界ジャンボリー」）[1]の会場跡地に造成されたコースである。
- ゴルフコースの造成・整備・企画は前川製作所によるものであり、コースの運営は前川製作所子会社の前川レジャーシステム[2]が担当している。
- 1999年に日本国内のゴルフコースで初となる国際標準化機構（ISO）の公認環境保全資格を取得し、2017年まで保持していた[3]。
- 1977年には当時の日本プロゴルフ協会ツアー公認競技[注 1]の関東オープンゴルフ選手権競技（優勝：尾崎将司）を開催した[4]。
- 2023年より日本女子プロゴルフ協会（JLPGA）公式ツアー大会である「リシャール・ミル ヨネックスレディスゴルフトーナメント」がこれまでの新潟県（ヨネックスカントリークラブ）から当クラブに場所を移して開催される[5]。

## コースの特徴
壮大にして絶景なる富士山の威容を眺めることが出来る全長9,468ヤード、27ホールの規模を誇り、名匠富澤誠造の助手から独立し、数々のコース設計を担当した竹村秀夫が設計を担当した。
ほぼフラットなコースレイアウトながら、日本屈指の広いフェアウェイを誇り、2022年コースメンテナンス高評価・東日本第1位に輝くチャンピオンコースとして全国的に知られている。
また1ホールにグリーンをふたつ設置するダブルグリーンシステムを採用しており、日毎にクラブ側が使用するグリーンを設定する。そのため、その日の使用グリーンによりホールヤードが変わるというコースでもある。

## 交通アクセス
- 東海旅客鉄道「新富士駅」から乗合自動車にて40分。